# Неофутуризм
Неофутуризм  ― движение в искусстве, дизайне и архитектуре конца XX ― начала XXI века. Сущность неофутуризма рассматривается как отход от позиций постмодернизма в сторону идеалистической веры в лучшее будущее и «необходимость периодизации современного взаимодействия с новыми технологиями». 
Это авангардное по своей природе движение является футуристическим переосмыслением эстетики и функциональности быстрорастущих городов. Индустриализация, развернувшаяся с новой силой во всём мире после окончания Второй мировой войны, дала начала новым направлениям мысли в искусстве и архитектуре, что привело к появлению течений постмодернизма, неомодернизма, а затем ― и неофутуризма. 
В западных странах футуристическая архитектура развилась в ар-деко, движение гуги, хай-тек, а позднее  переродилась в неофутуризм.

## Происхождение
Неофутуризм возник в конце 1960-х и начале 70-х годов. Среди главных представителей течения ― американские архитекторы Бакминстер Фуллер и Джон С. Портман-младший; финско-американский архитектор и промышленный дизайнер Ээро Сааринен, ; британская авангардная архитектурная группа Archigram (Питер Кук, Уоррен Чок, Рон Херрон, Деннис Кромптон, Майкл Уэбб и Дэвид Грин); Американская авангардная архитектурная группа ArchiGO, возникшая вокруг Иллинойсского технологического института; датский архитектор Хеннинг Ларсен; чешский архитектор Ян Каплицкий; итальянский скульптор Марко Лодола; американский концепт-художник Сид Мид; американский театральный сценарист Грег Аллен и русские поэты Андрей Вознесенский, Серж Сигей и Ры Никонова.   

## Определение
Неофутуризм получил новое дыхание в 2007 году после распространения «Манифеста неофутуристического города», представленном в Международном бюро выставок (BIE) и написанном дизайнером Вито Ди Бари, бывшим исполнительным директором ЮНЕСКО. В манифесте Ди Бари изложил своё видение города Милана во время Universal Expo 2015 . В своём тексте Ди Бари определил неофутуризм как «перекрёстное опыление искусства, передовых технологий и этических ценностей, объединённых вместе, чтобы повсеместно создать более высокое качество жизни»; дизайнер ссылался на четвёртый столп теории устойчивого развития и сообщил, что он вдохновлялся докладом ООН под названием «Наше общее будущее». 
Жан-Луи Коэн определял неофутуризм как «следствие технологий, поскольку структуры, построенные сегодня, производятся из новых материалов для создания ранее невозможных форм». Этан Дж. Ильфельд писал, что в современной неофутуристической эстетике «машина становится неотъемлемым элементом самого творческого процесса и порождает появление художественных форм, которые были невозможны до появления компьютерных технологий». Определяя неофутуризм как «авторскую архитектуру», Рейнер Бенхем призывал к появлению архитектуры, которая технологически преодолела бы все предыдущие стили, но обладала при этом выразительной формой. 

## В искусстве и архитектуре
Неофутуризм как идейное течение сложился в 1960-х и 1970-х годах. Среди главных его деятелей ― Антонио Сант-Элиа, Хэл Фостер, Дени Ламинг, Уильям Перейра, Чарльз Лакман, Хеннинг Ларсен  и Йорн Утзон. В 2007 году движение получило вторую жизнь благодаря Вито Ди Бари. С тех пор к течению примкнули Заха Хадид, Сантьяго Калатрава, Аниш Капур и Тео Янсен. Итальянский дизайнер Вито Ди Бари по-прежнему остаётся идейным лидером движения, и его видение неофутуризма одобряет Стив Джобс, Рюэ Нисидзава, Гэри Чанг, Родриго Охтаке, Томас Хезервик,Токуджин Ёсиока, Марио Арлати, польский художник Карина Смигла-Бобинская. 

## Галерея

Культурный центр Гейдара Алиева в Баку, Заха Хадид, 2012
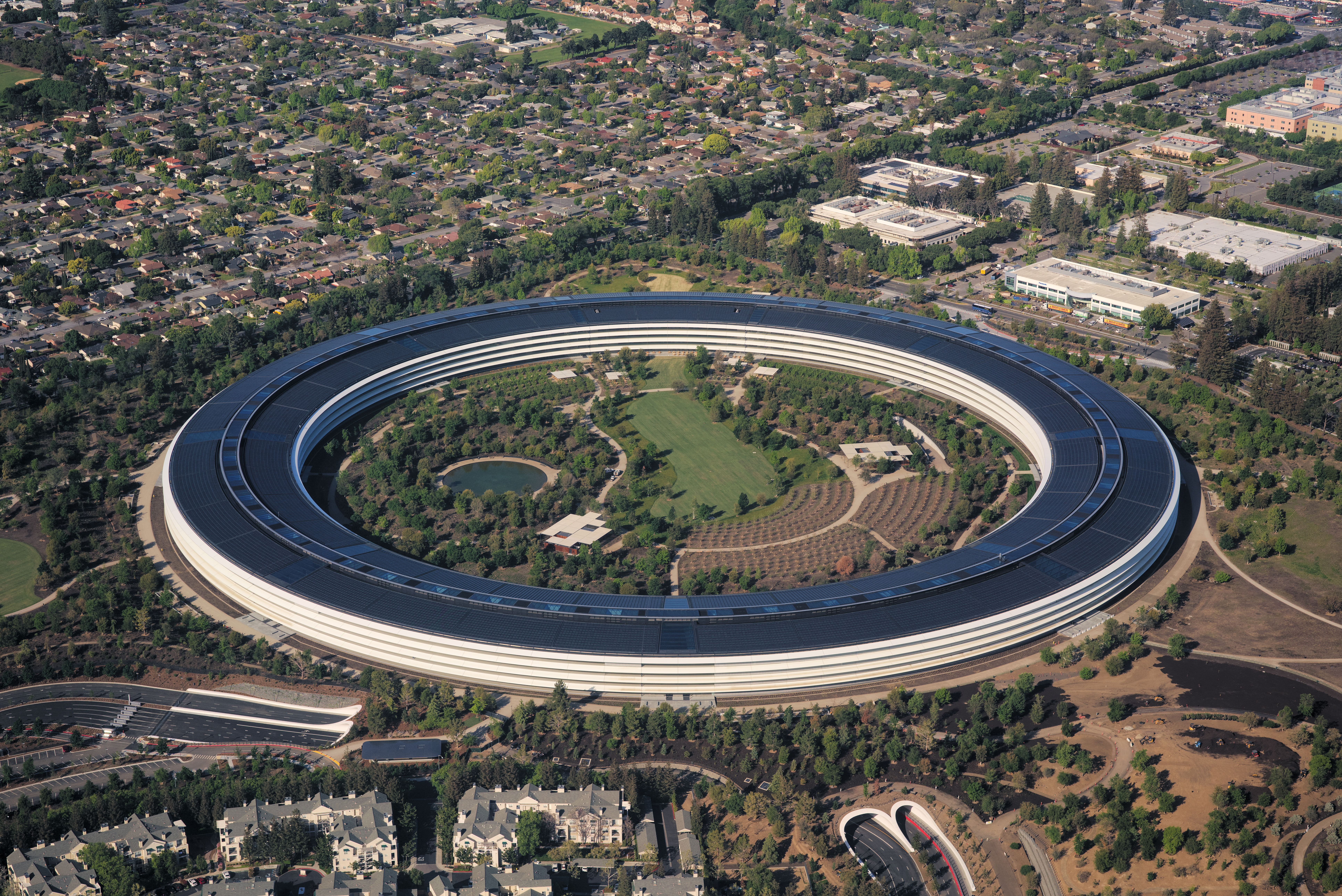
Apple Park в Купертино, архитектор Норман Фостер, 2017
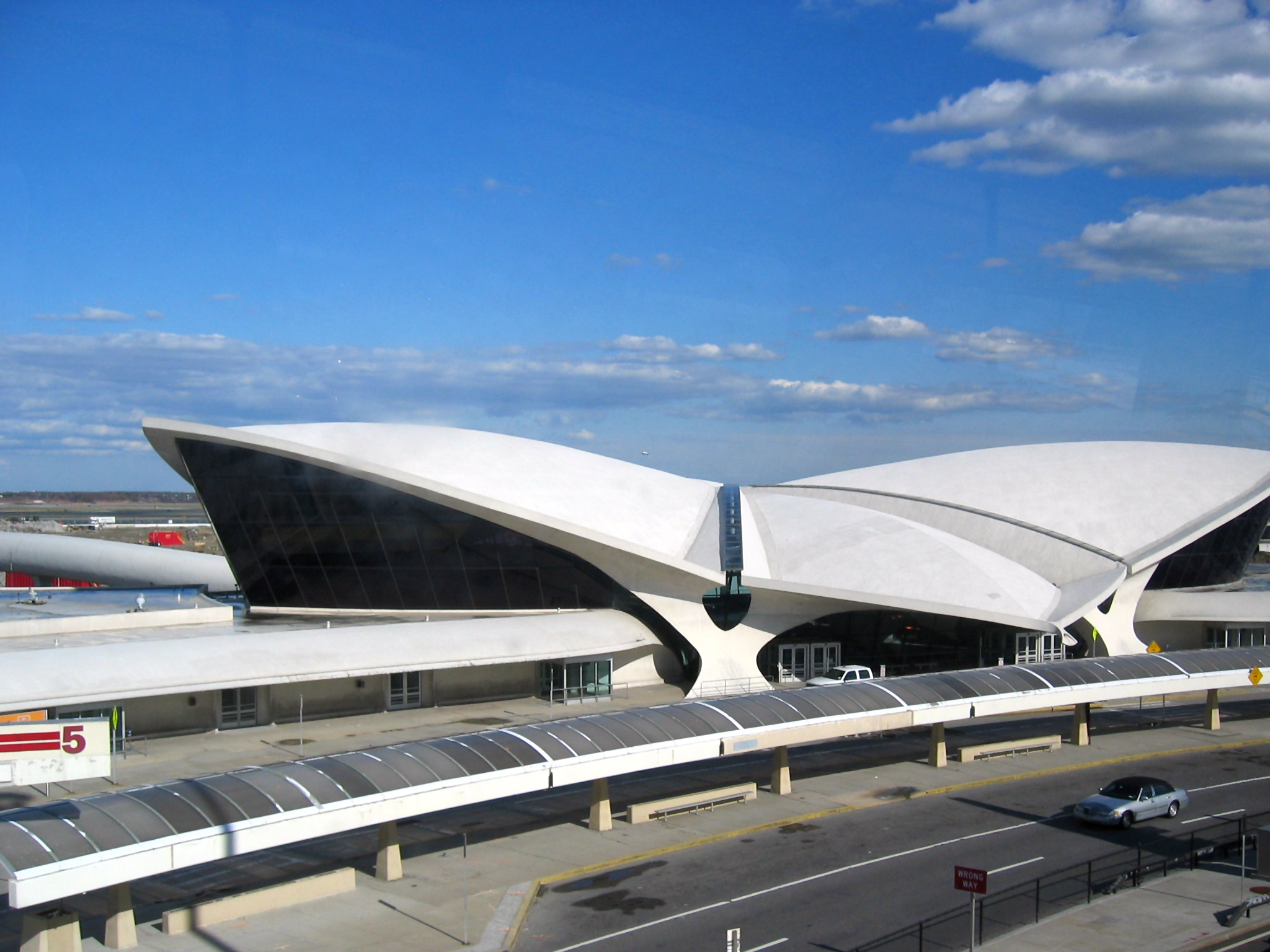
Терминал TWA в Нью-Йорке; Ээро Сааринен, 1962
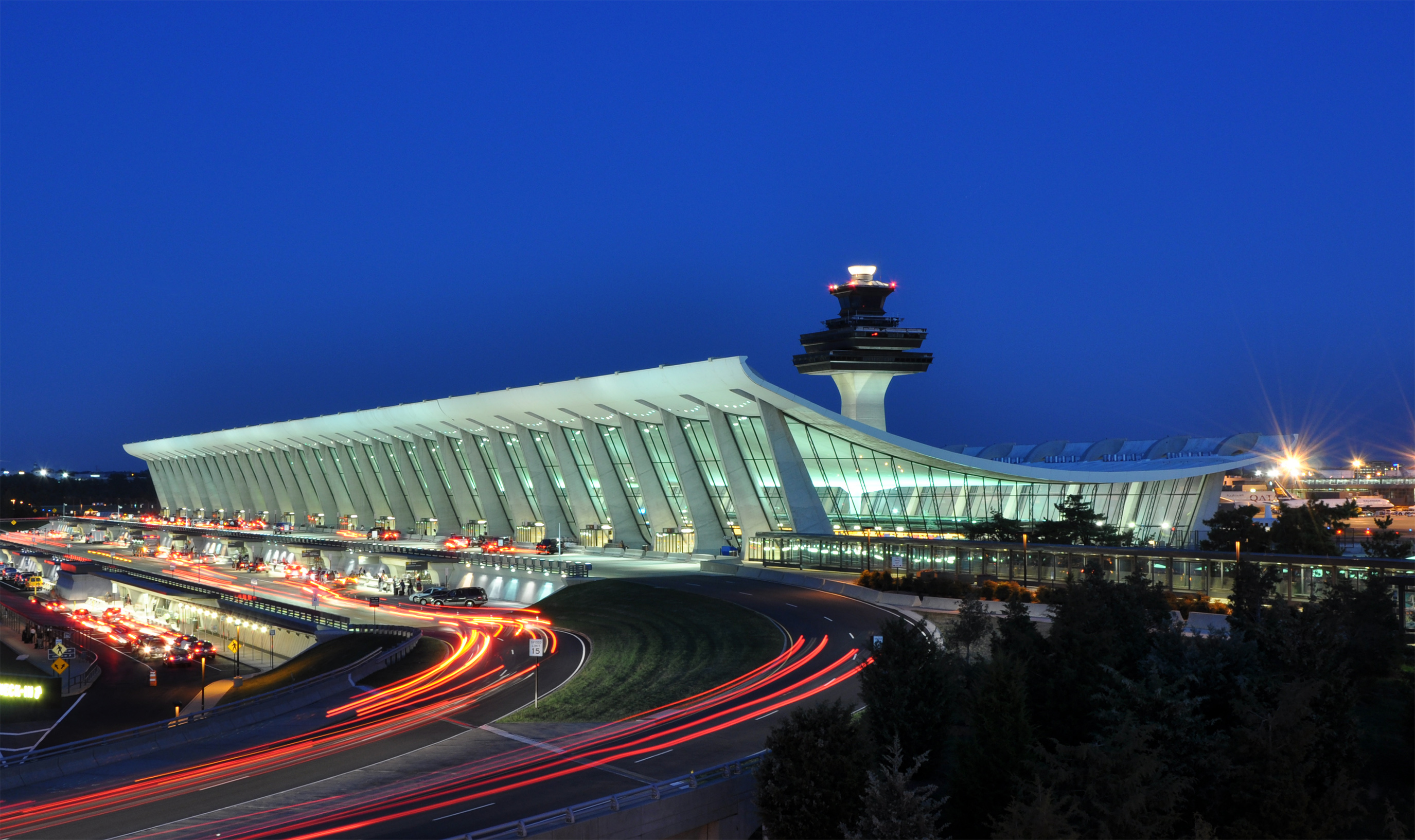
Международный аэропорт имени Даллеса в Шантили, Вирджиния;Эеро Сааринен, 1963
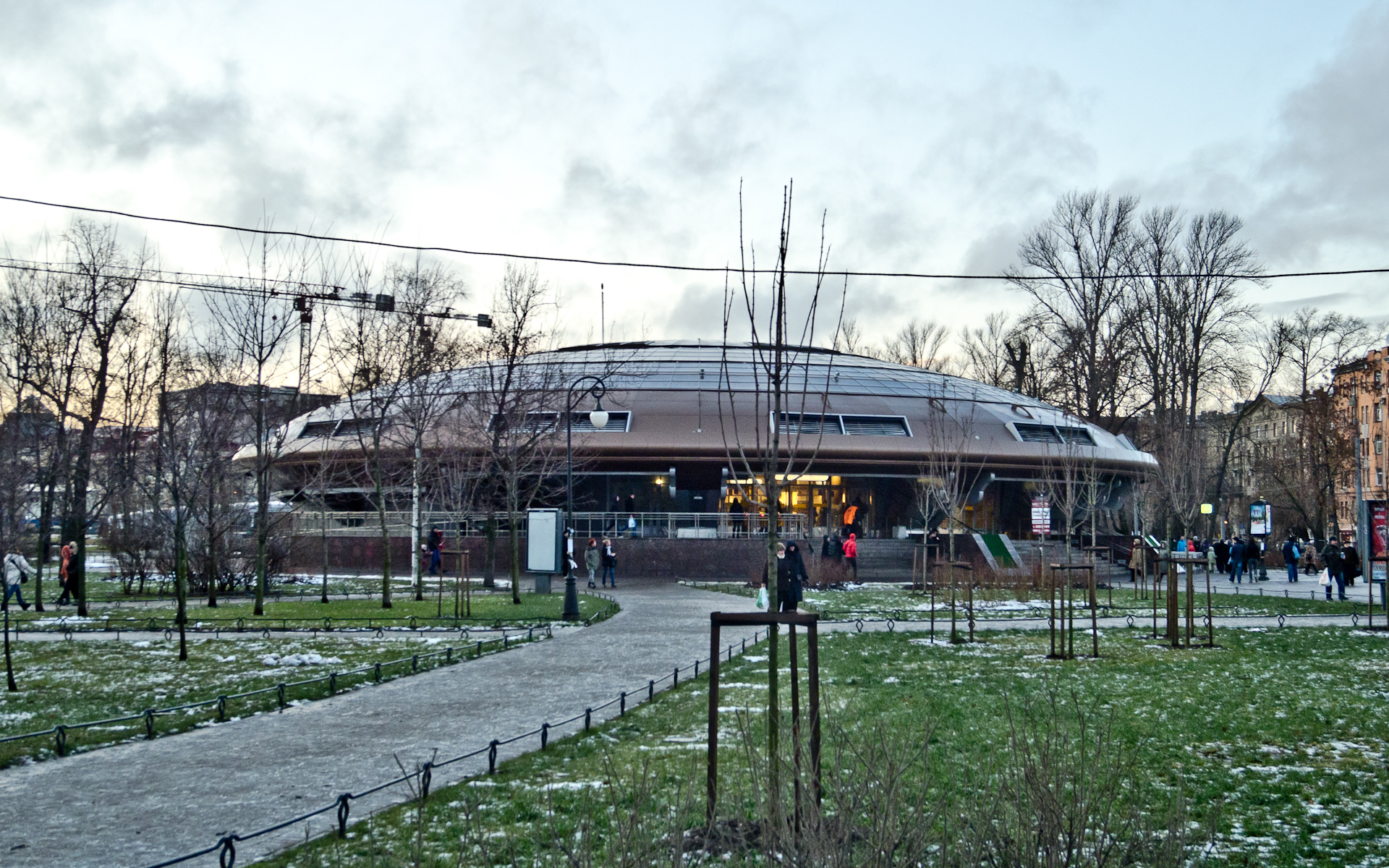
Станция метро Горьковская в Санкт-Петербурге, Россия, новый наземный вестибюль 2009 года постройки.
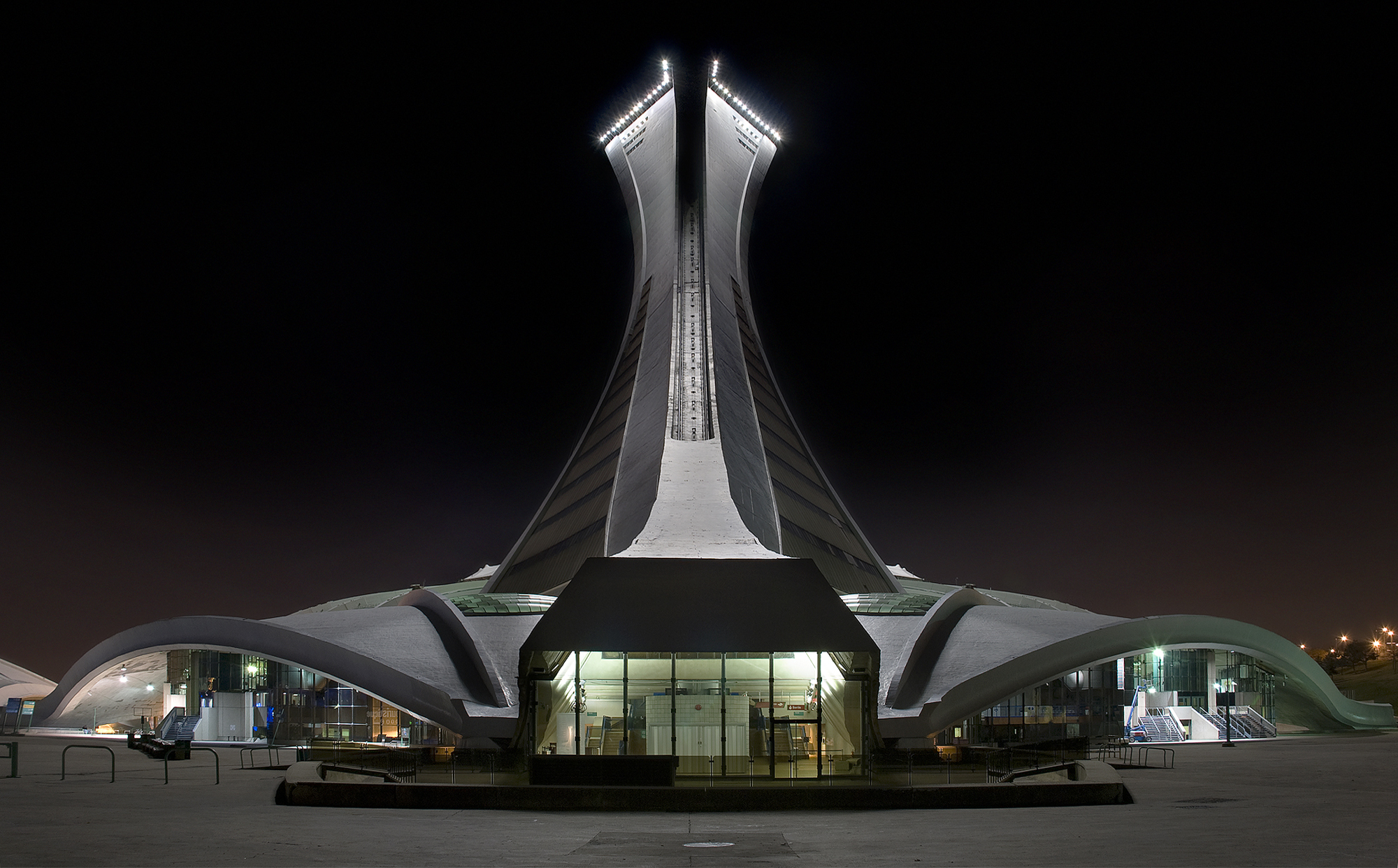
Тур де Монреаль в Монреале, Роджер Тайлиберт, 1987
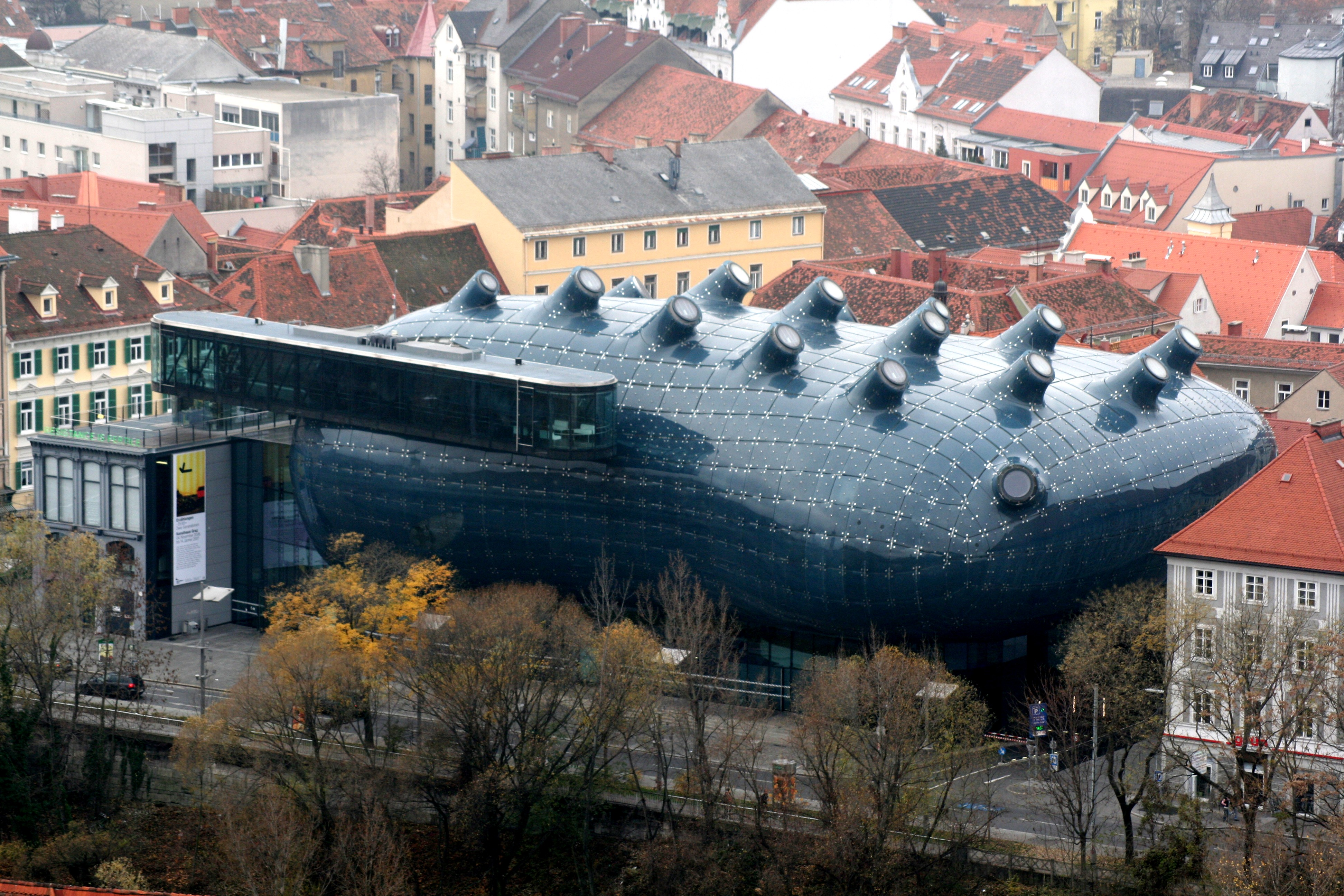
Kunsthaus Graz в Граце Питера Кука и Колина Фурнье, 2003
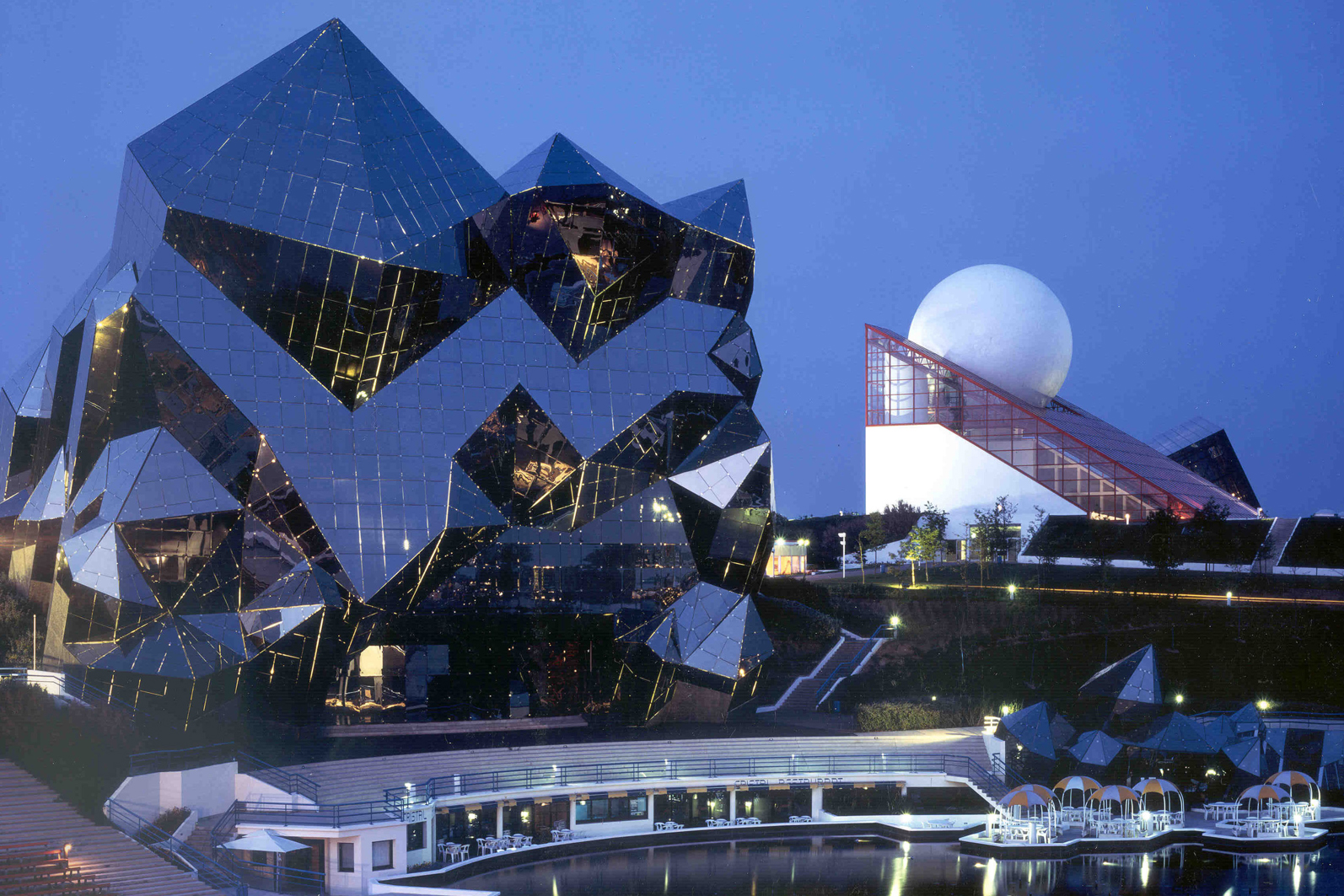
Павильоны Футуроскопа в Пуатье, Денис Ламинг, 1984
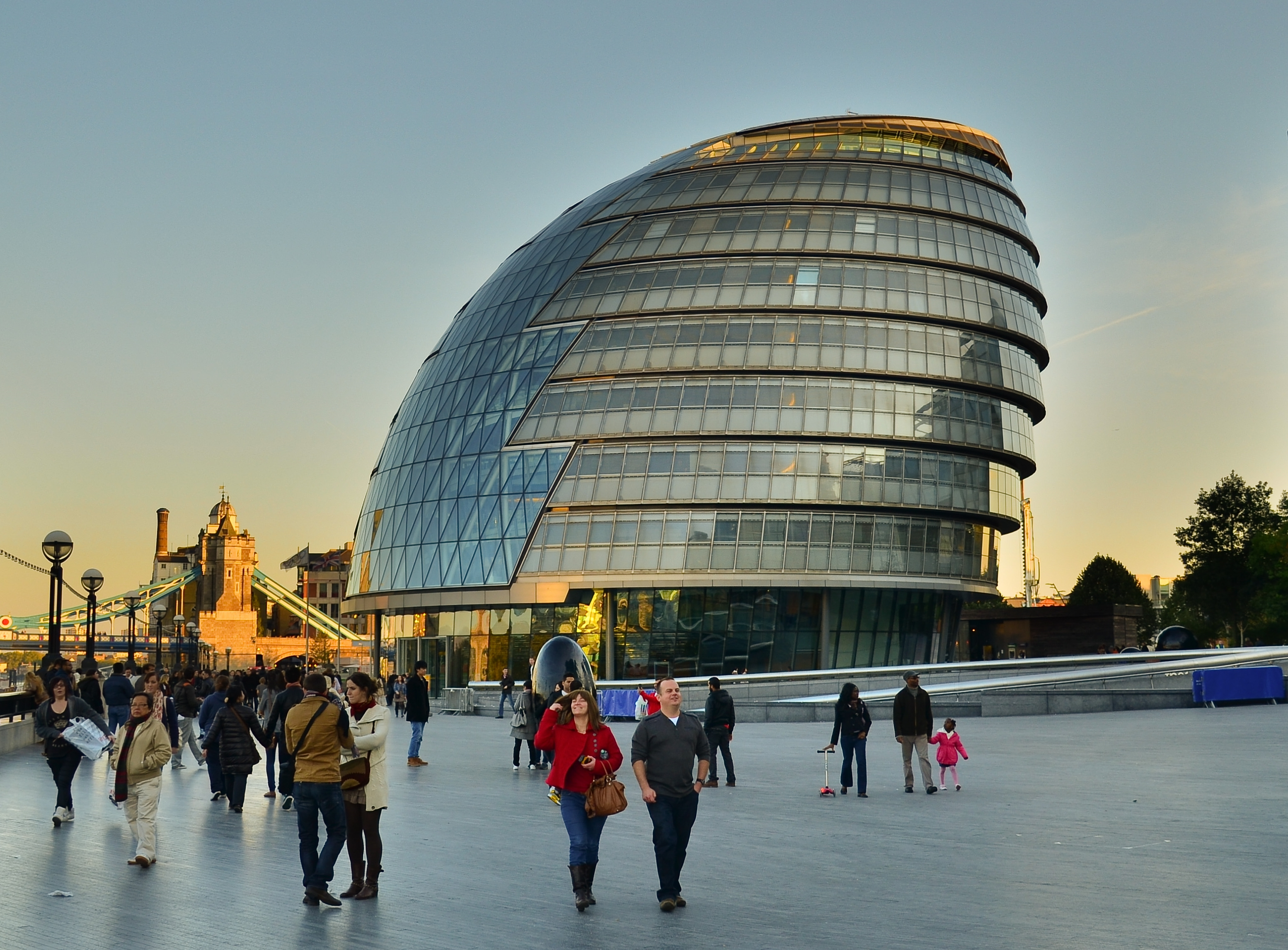
Лондонская ратуша в Лондоне, Норман Фостер, 2002
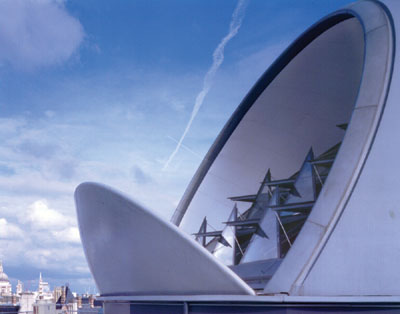
Британская библиотека политических и экономических наук в Лондоне, Норман Фостер, 2000
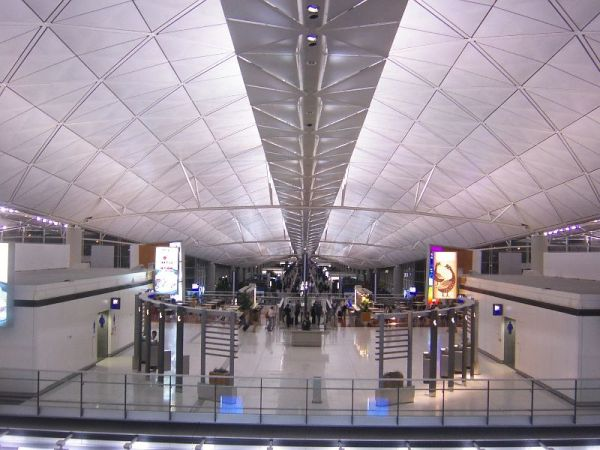
Футуристическая внутренняя крыша международного аэропорта Гонконга в Гонконге, Норман Фостер, 1998
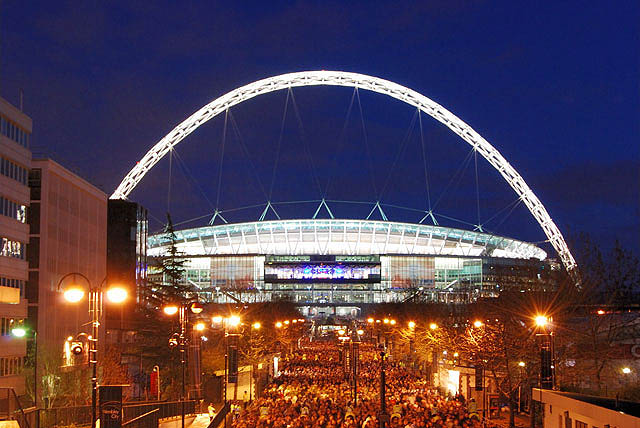
Новый стадион Уэмбли в Лондоне, Норман Фостер, 2007
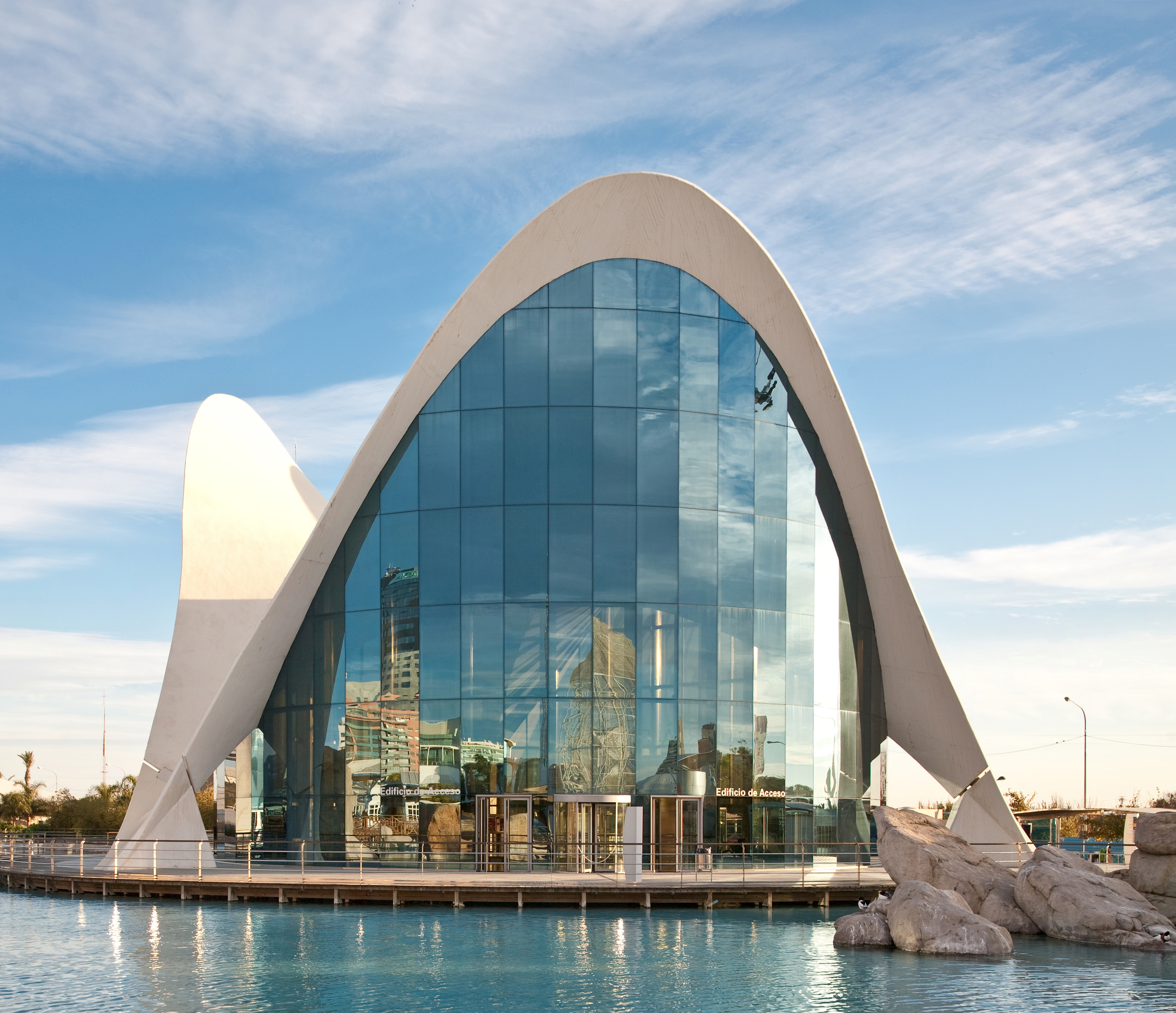
«Океанография» в Городе искусств и наук в Валенсии, Феликс Кандела, 2003
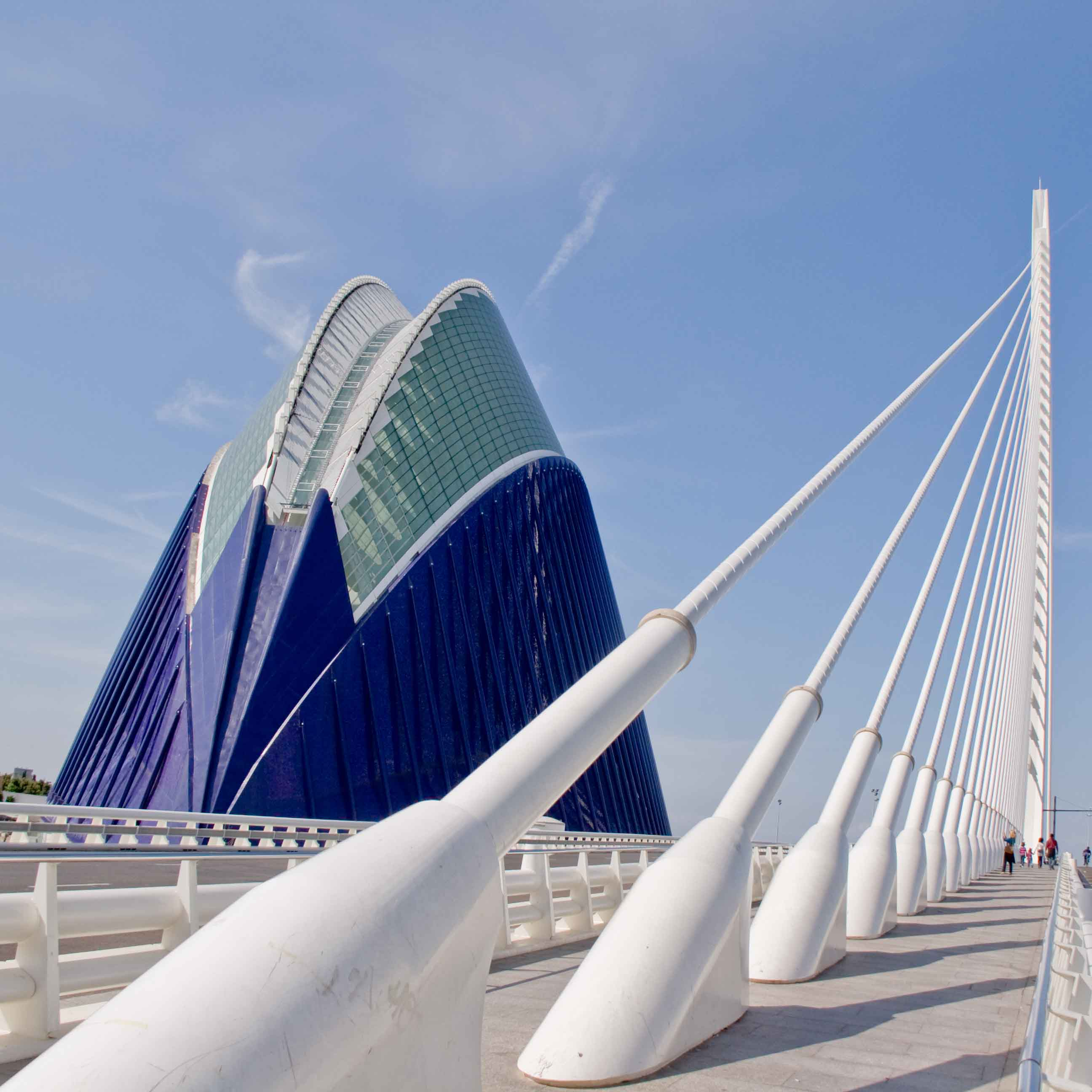
L'Agora в Городе искусств и наук в Валенсии, Сантьяго Калатрава, 2009
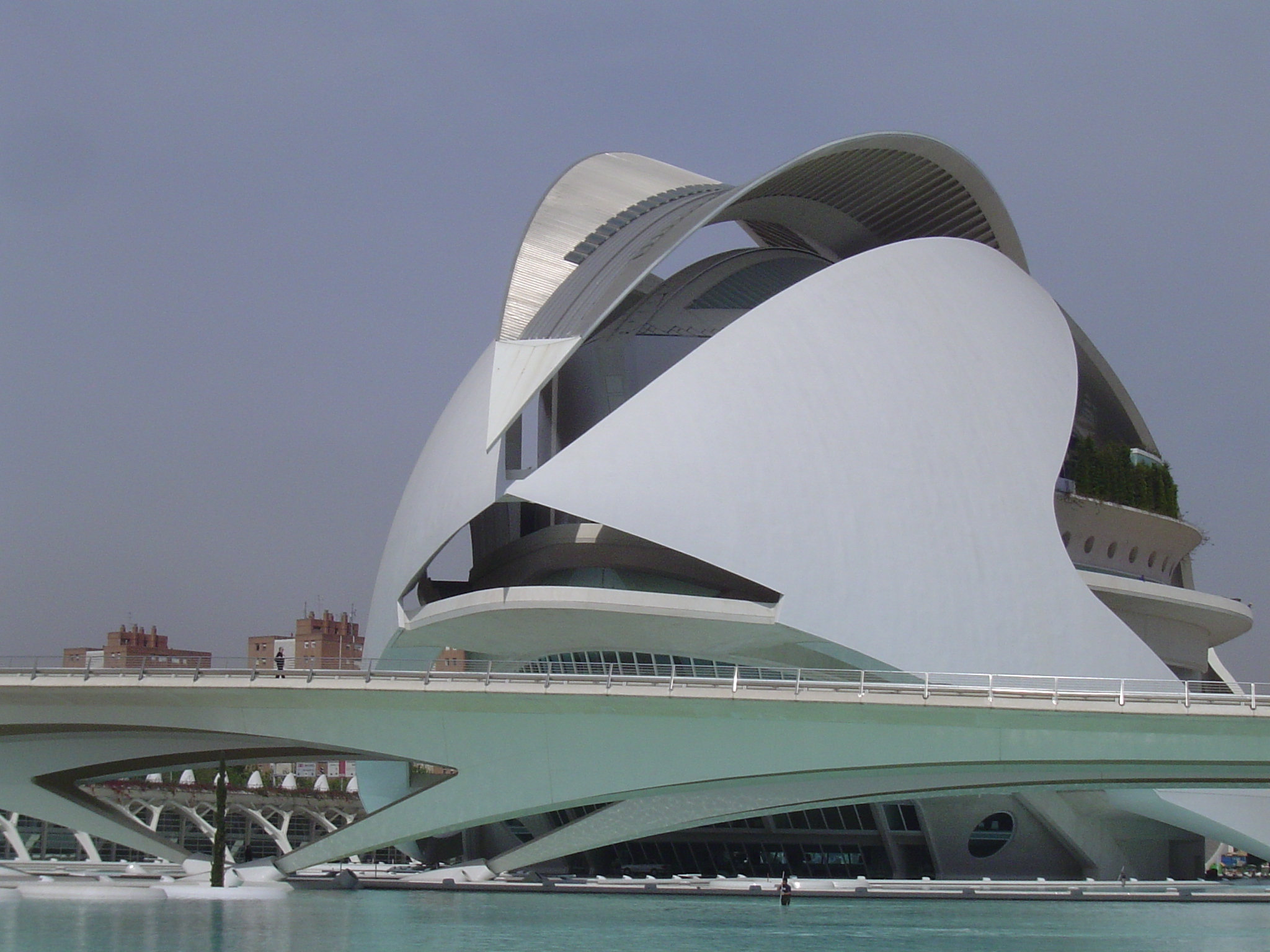
Эль Палау де ле искусств королевы Софии в Город искусств и наук в Валенсии, Сантьяго Калатрава, 2005
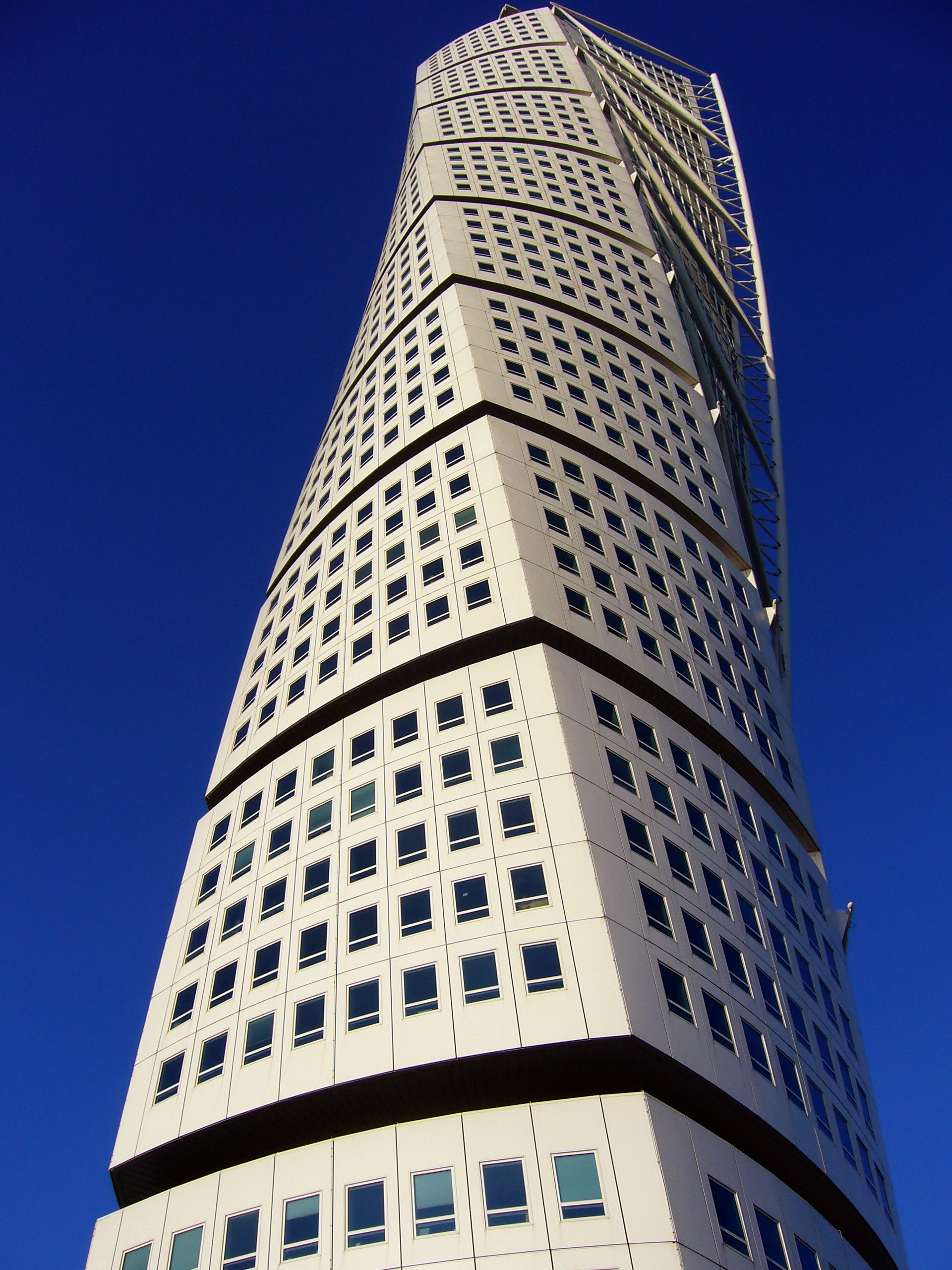
Поворотный торс в Мальмё, Сантьяго Калатрава, 2005
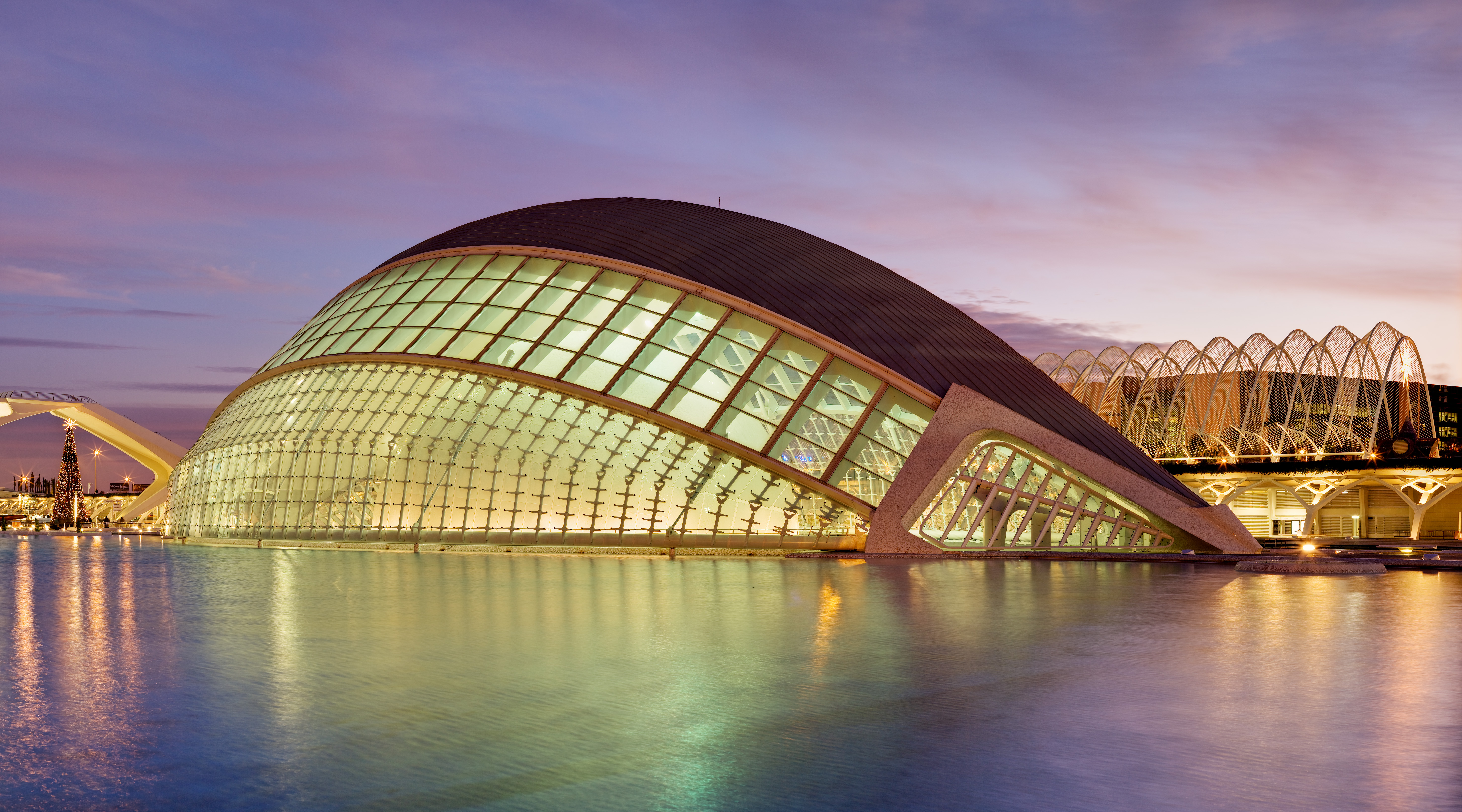
L'Hemisfèric в Городе искусств и наук в Валенсии, Сантьяго Калатрава, 1998
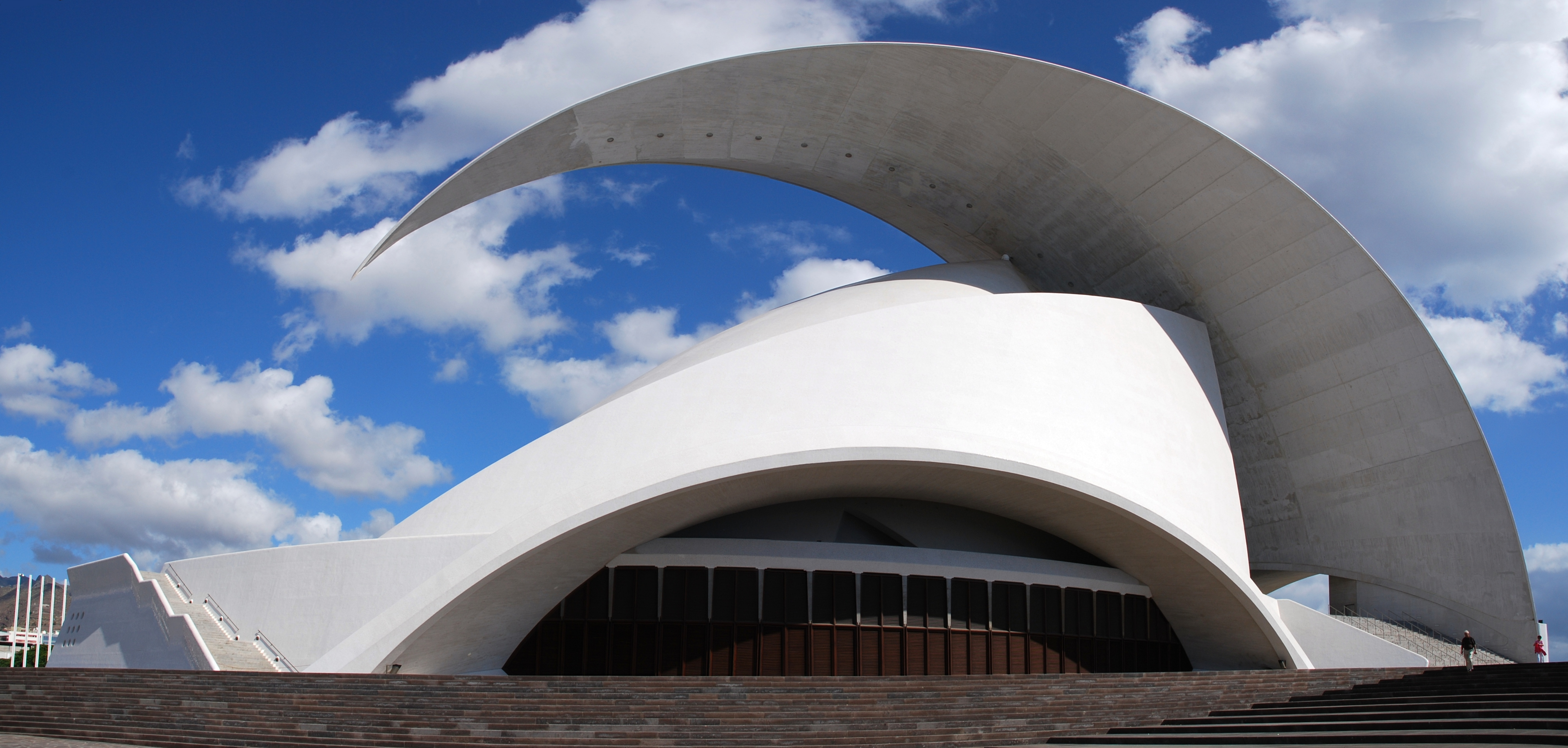
Auditorio de Tenerife в Санта-Крус-де-Тенерифе, Сантьяго Калатрава, 2003
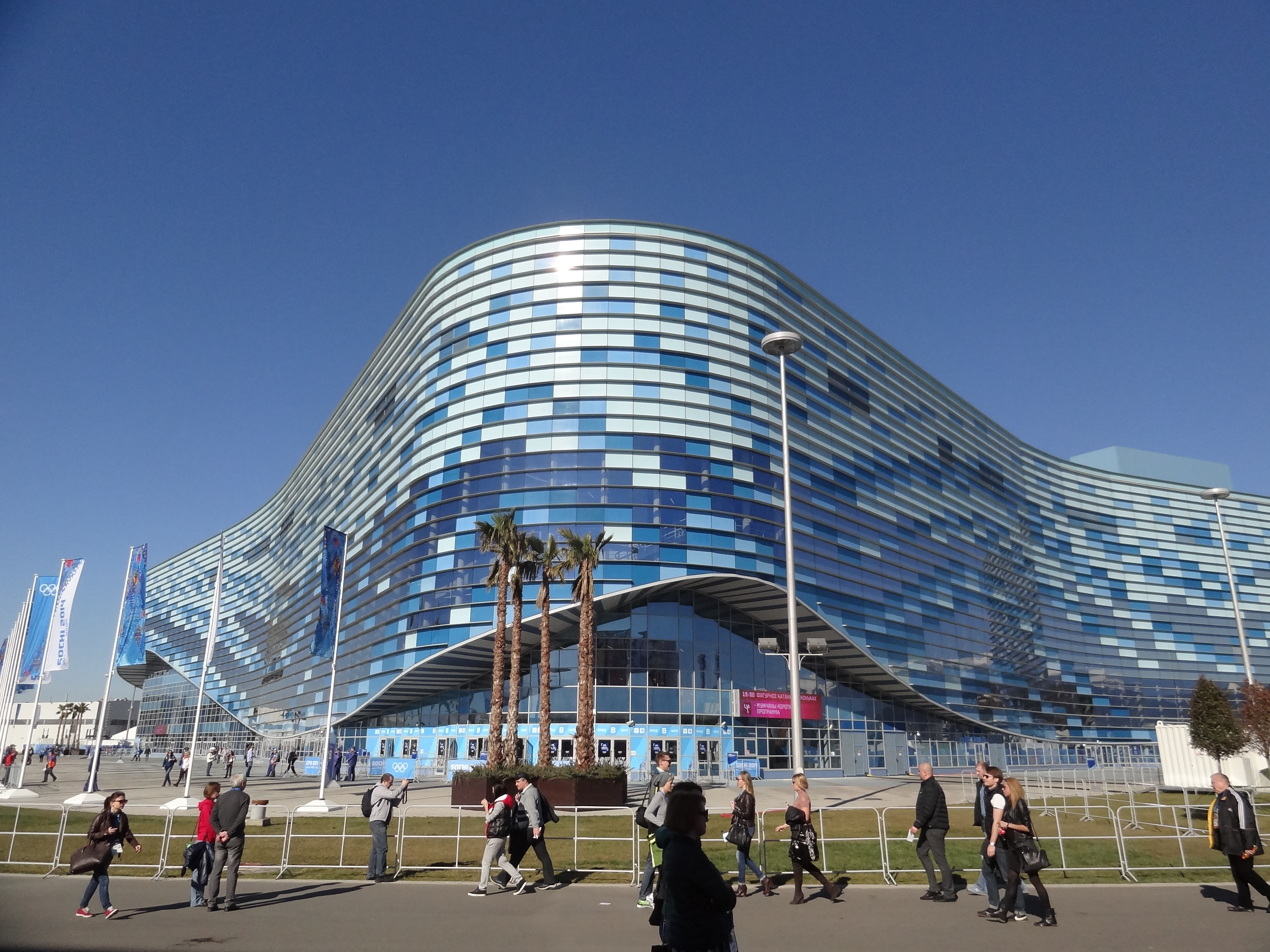
Ледовый дворец Айсберг в Сочи, Андрей Боков, 2012
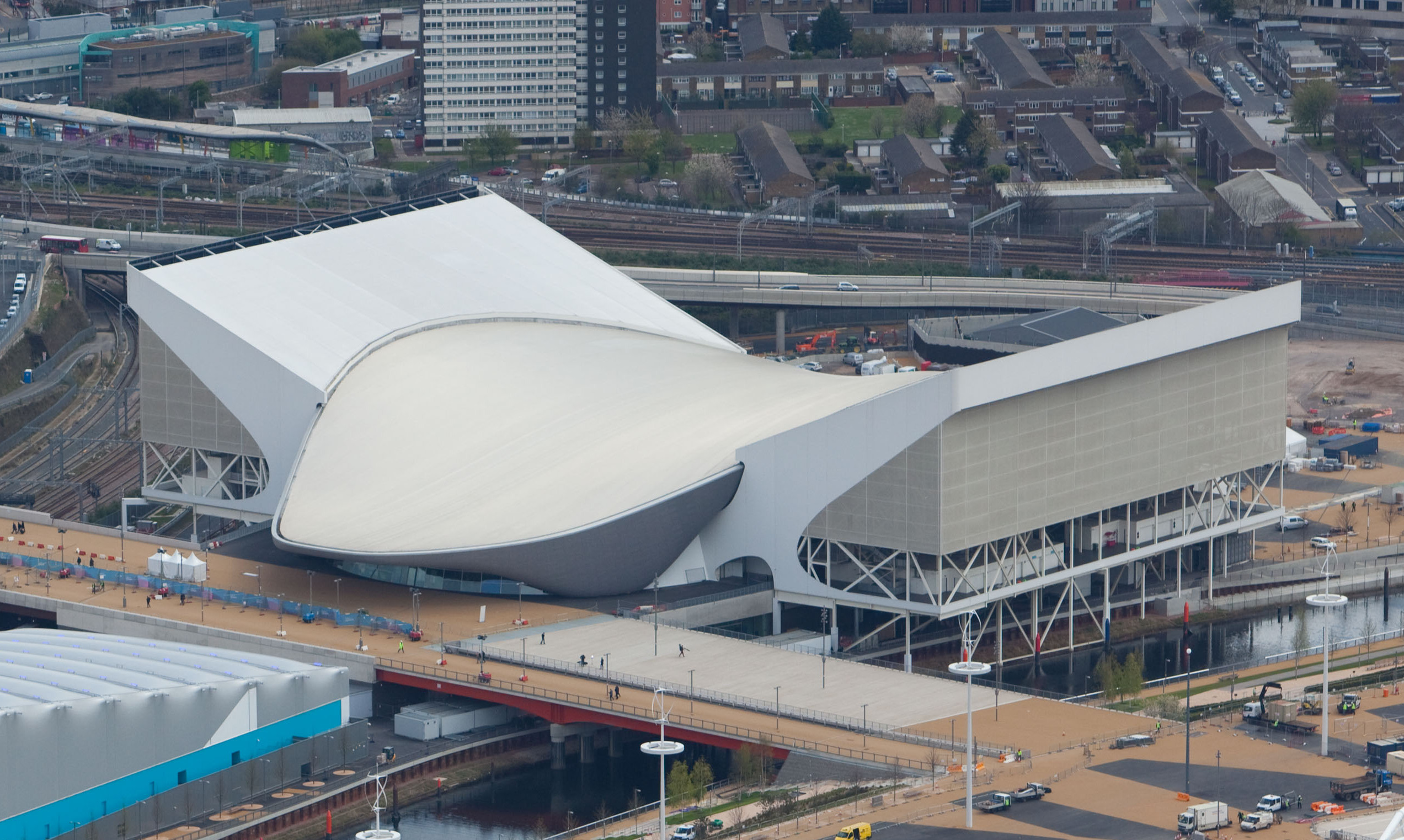
Лондонский центр водных видов спорта в Стратфорде, Заха Хадид, 2011
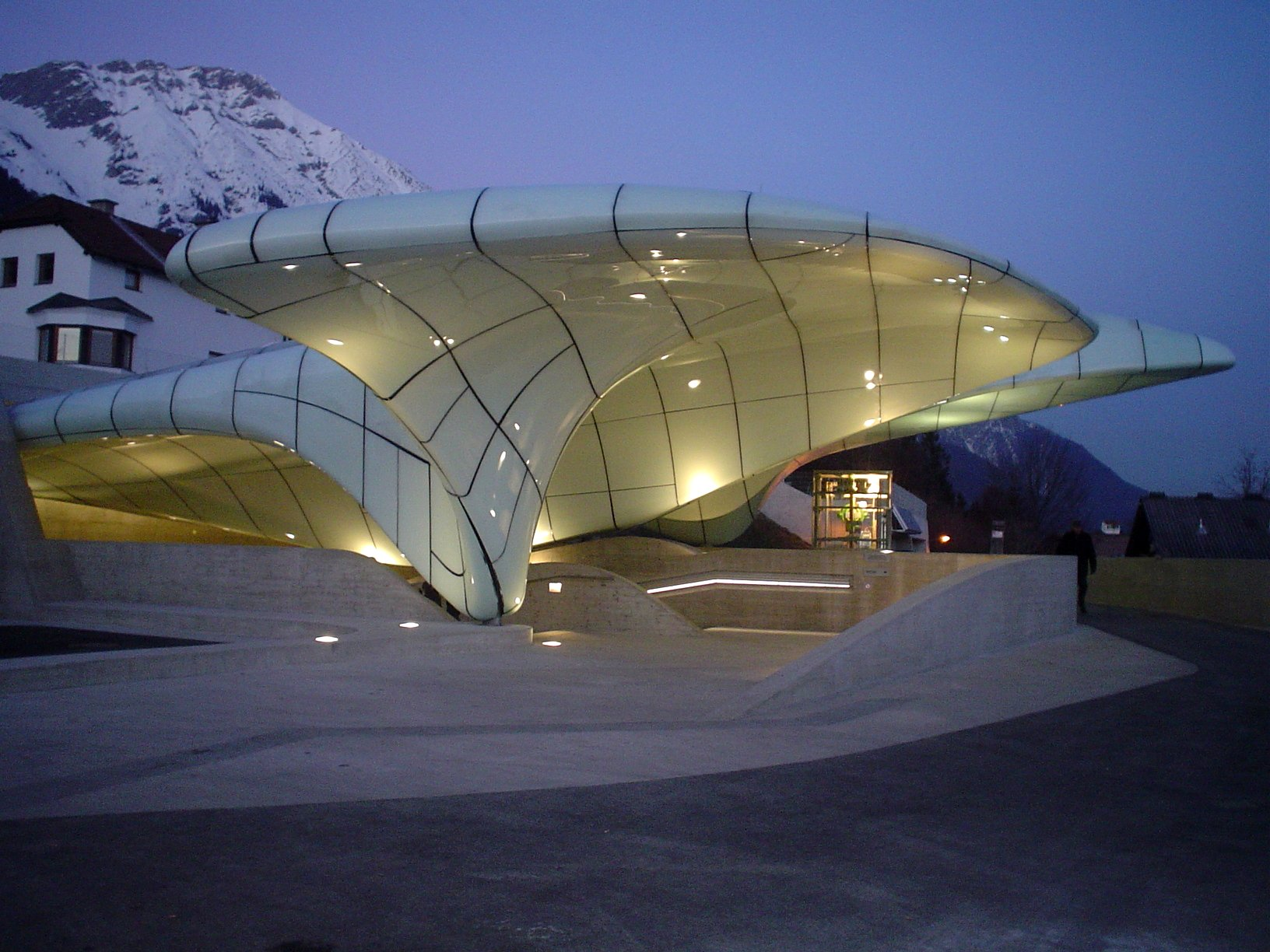
Хунгербургбана верхняя станция в Hungerburg Заха Хадид, 2007
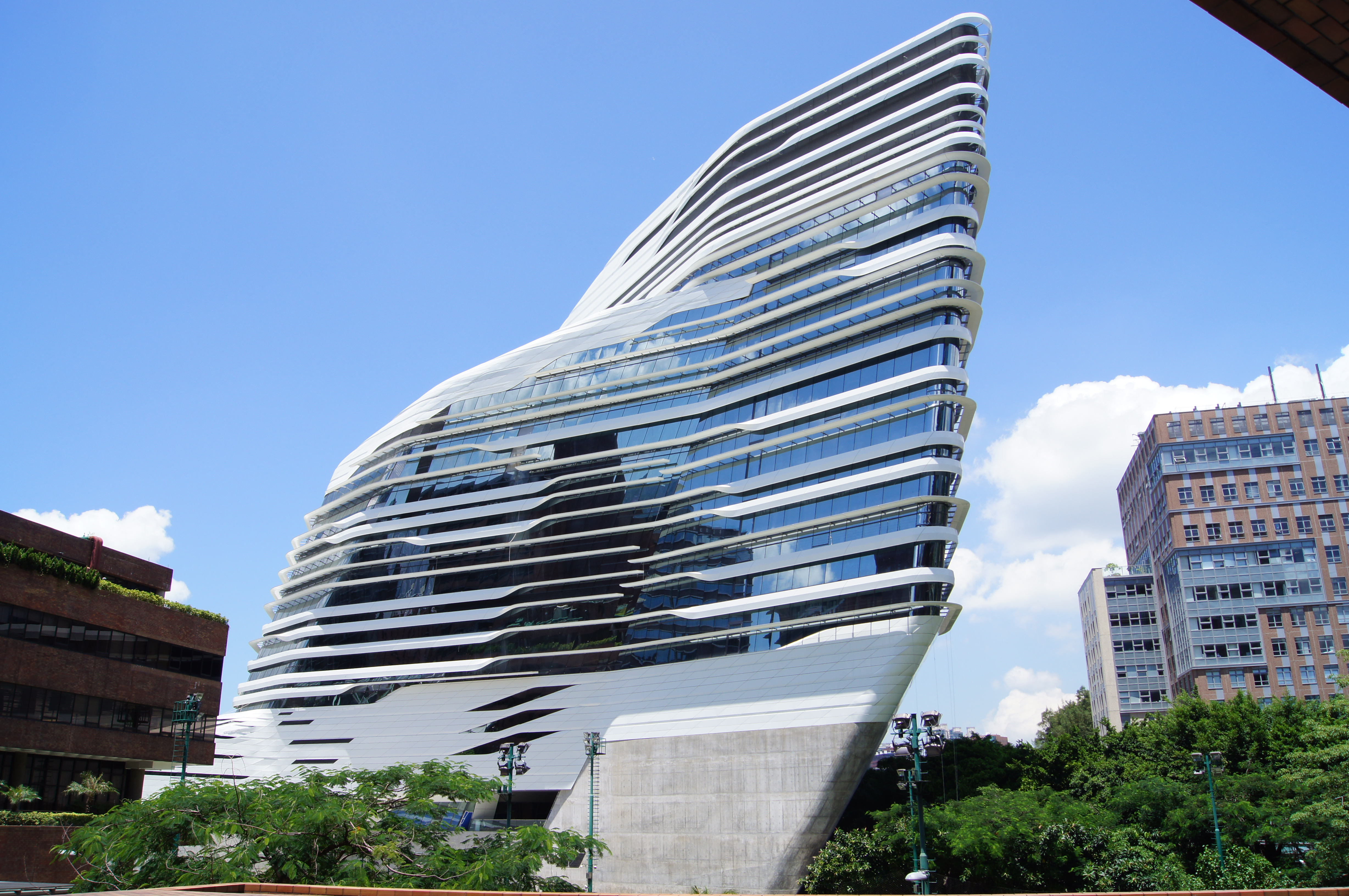
Инновационная башня жокей-клуба в Гонконге, Заха Хадид, 2013
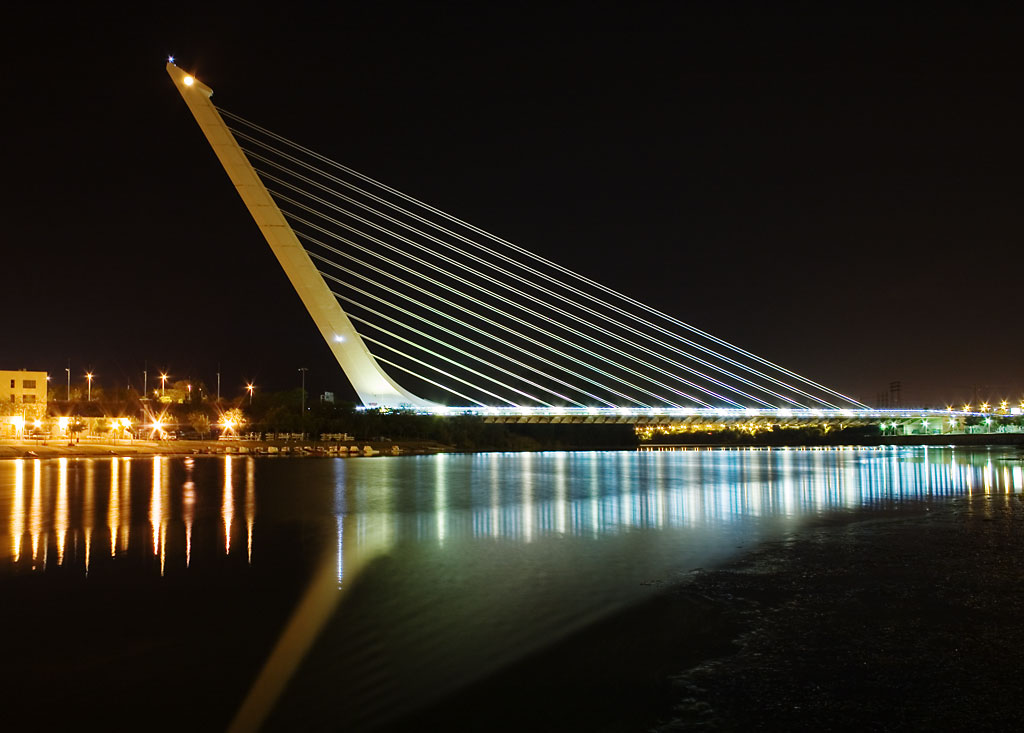
Мост Аламило в Севилье, Сантьяго Калатрава, 1992
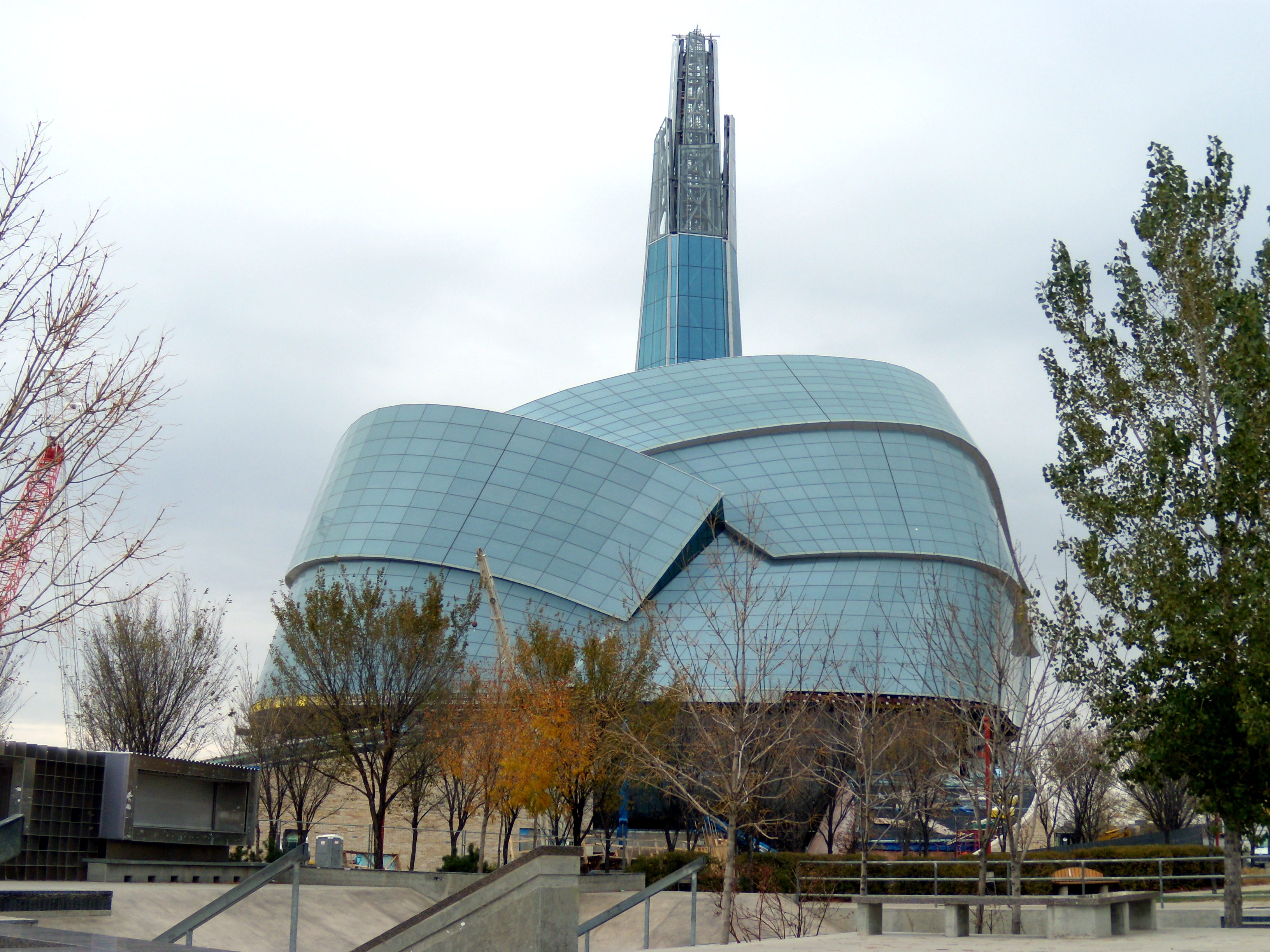
Канадский музей прав человека в Виннипеге, Антуан Предок, 2014
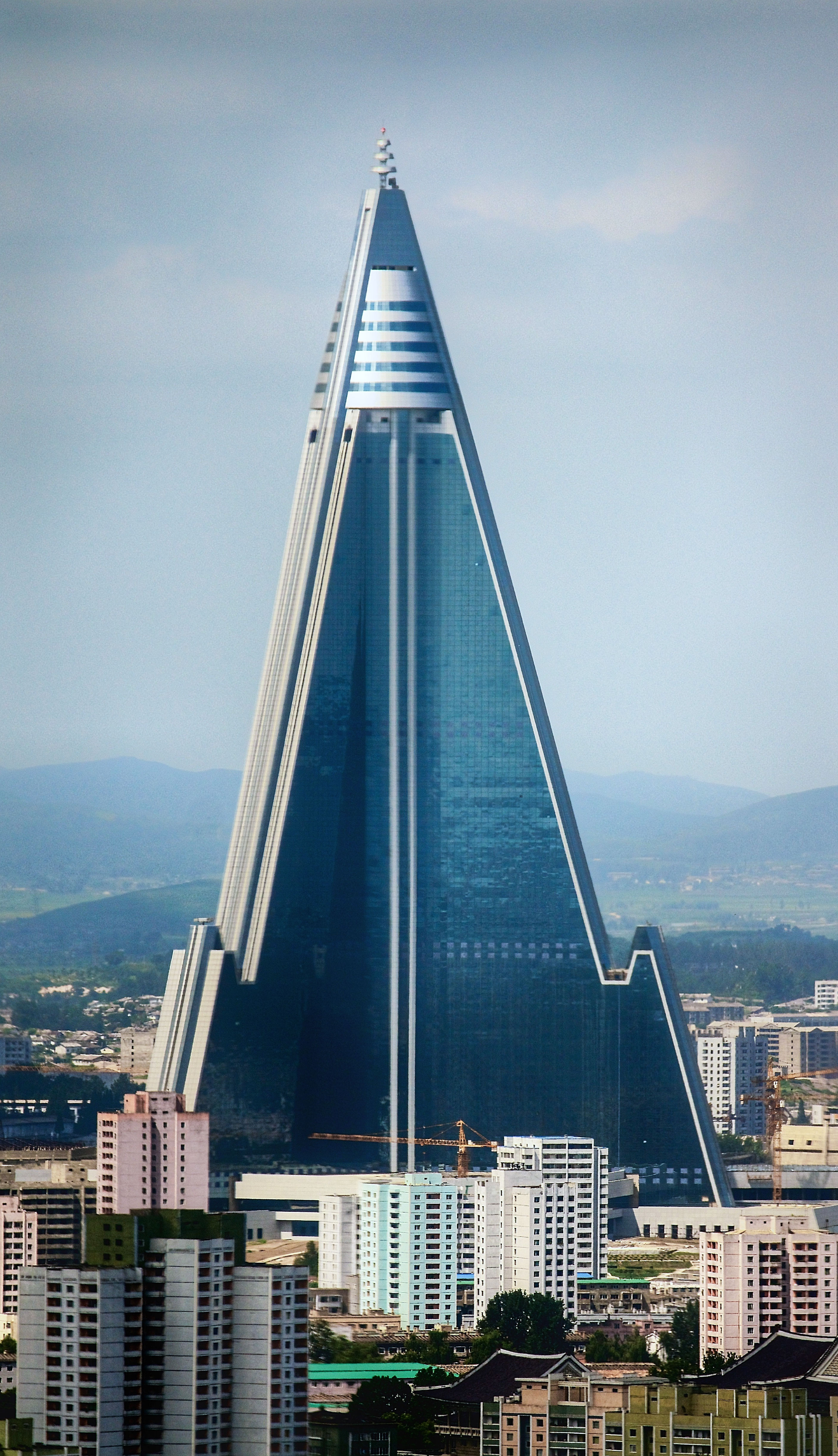
Гостиница Рюгён в Пхеньяне, 2011
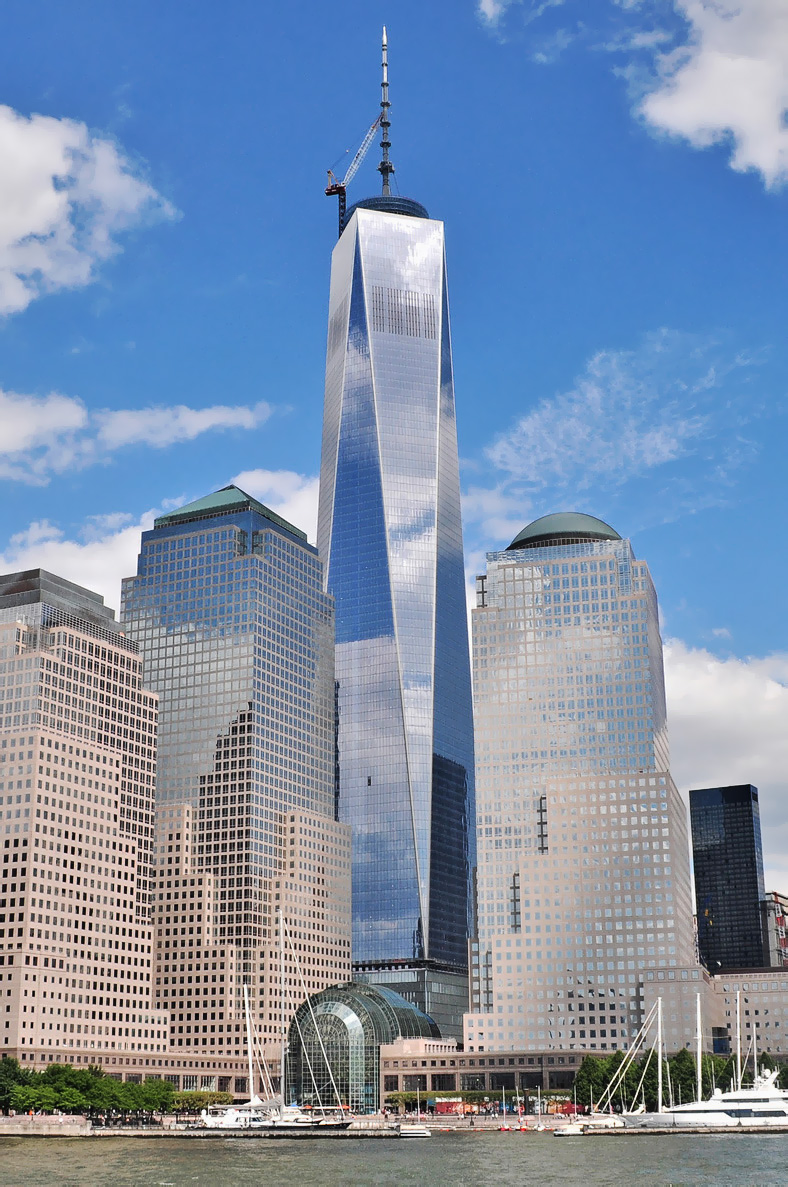
Всемирный торговый центр 1 в Нью-Йорке, Дэвид Чайлдс, 2014
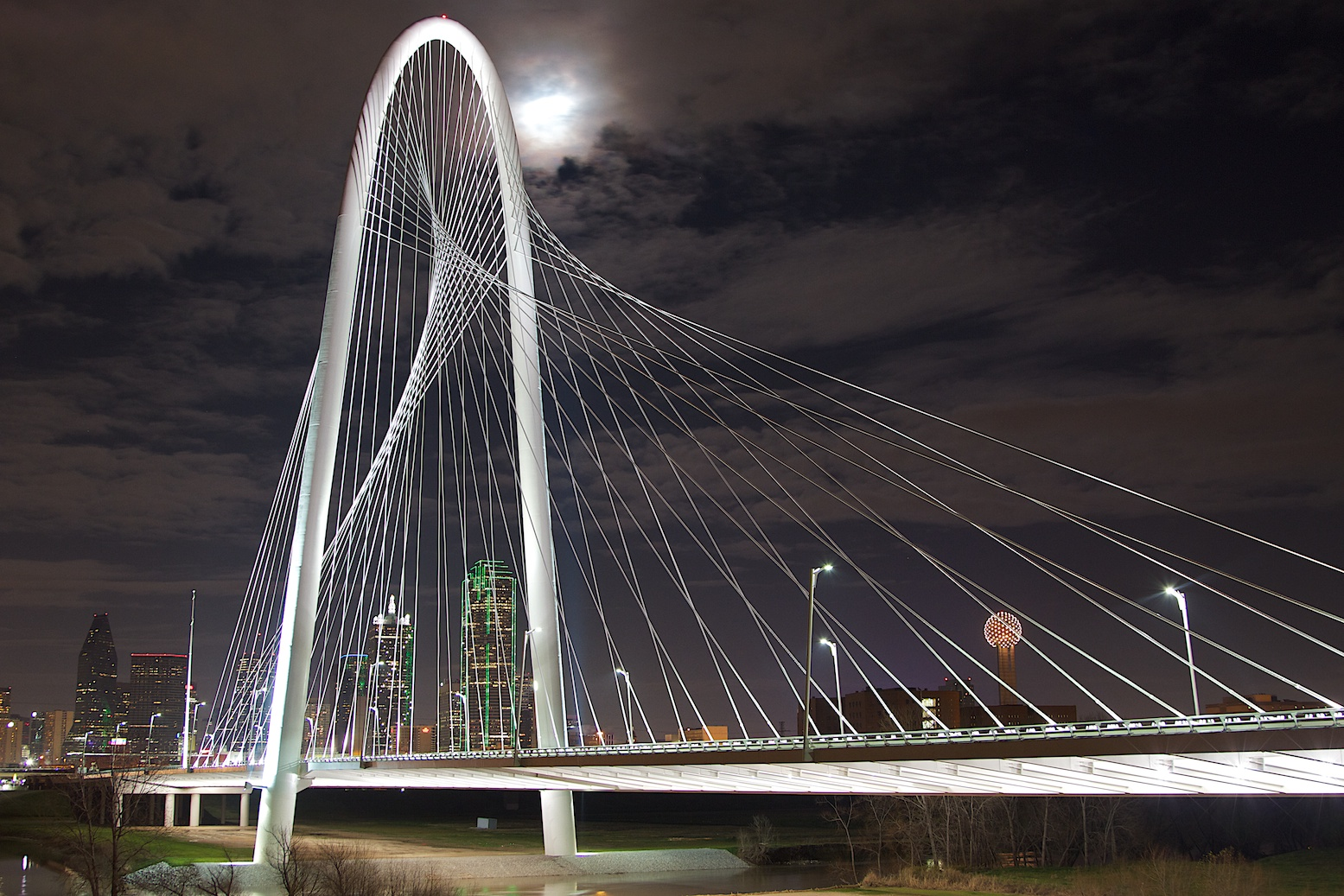
Мост Маргарет Хант Хилл в Далласе, Сантьяго Калатрава, 2012
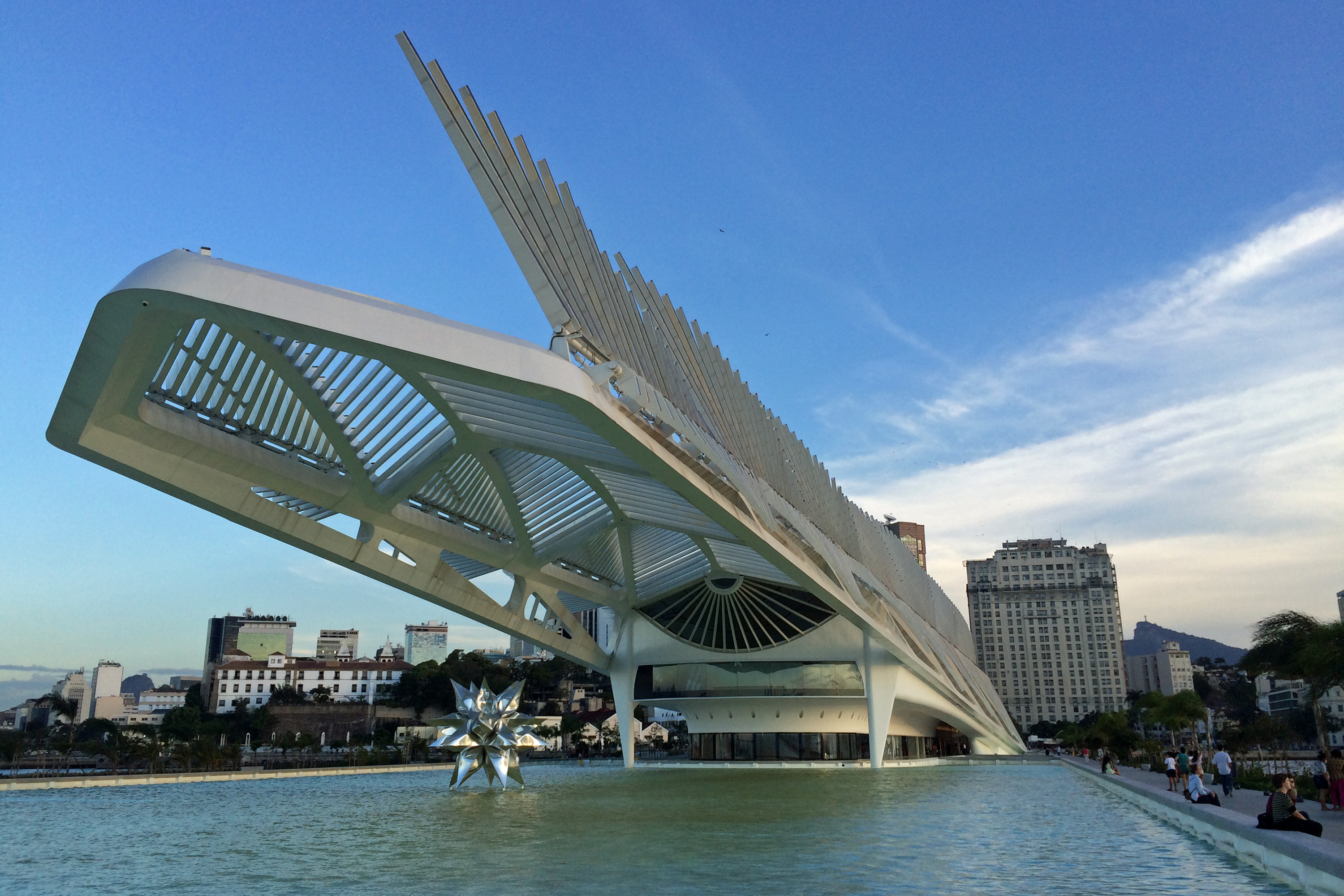
Музей завтрашнего дня в Рио-де-Жанейро, Сантьяго Калатрава, 2015
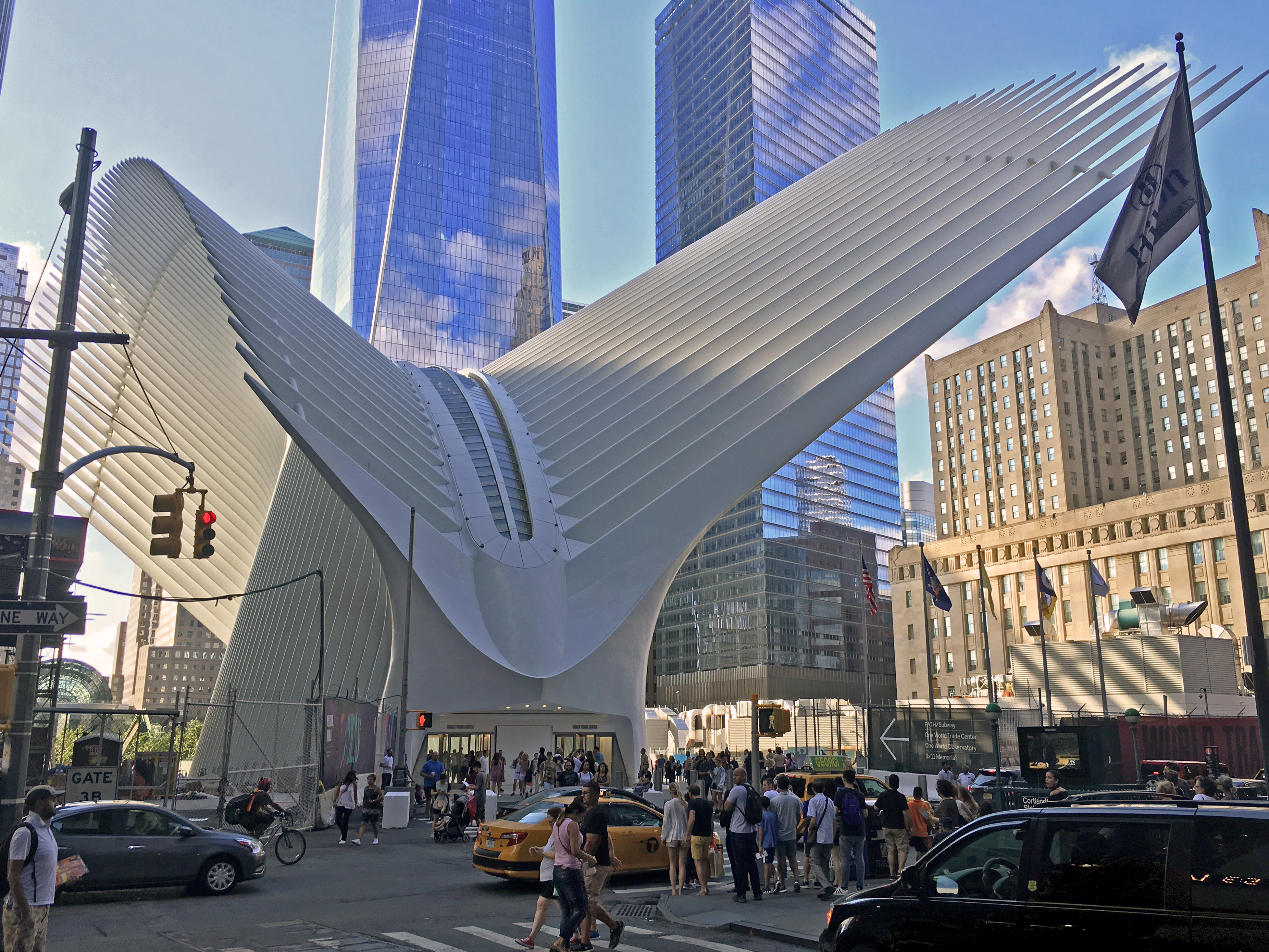
Новый транспортный комплекс (Окулус), Всемирный торговый центр в Нью-Йорке, Сантьяго Калатрава, 2016
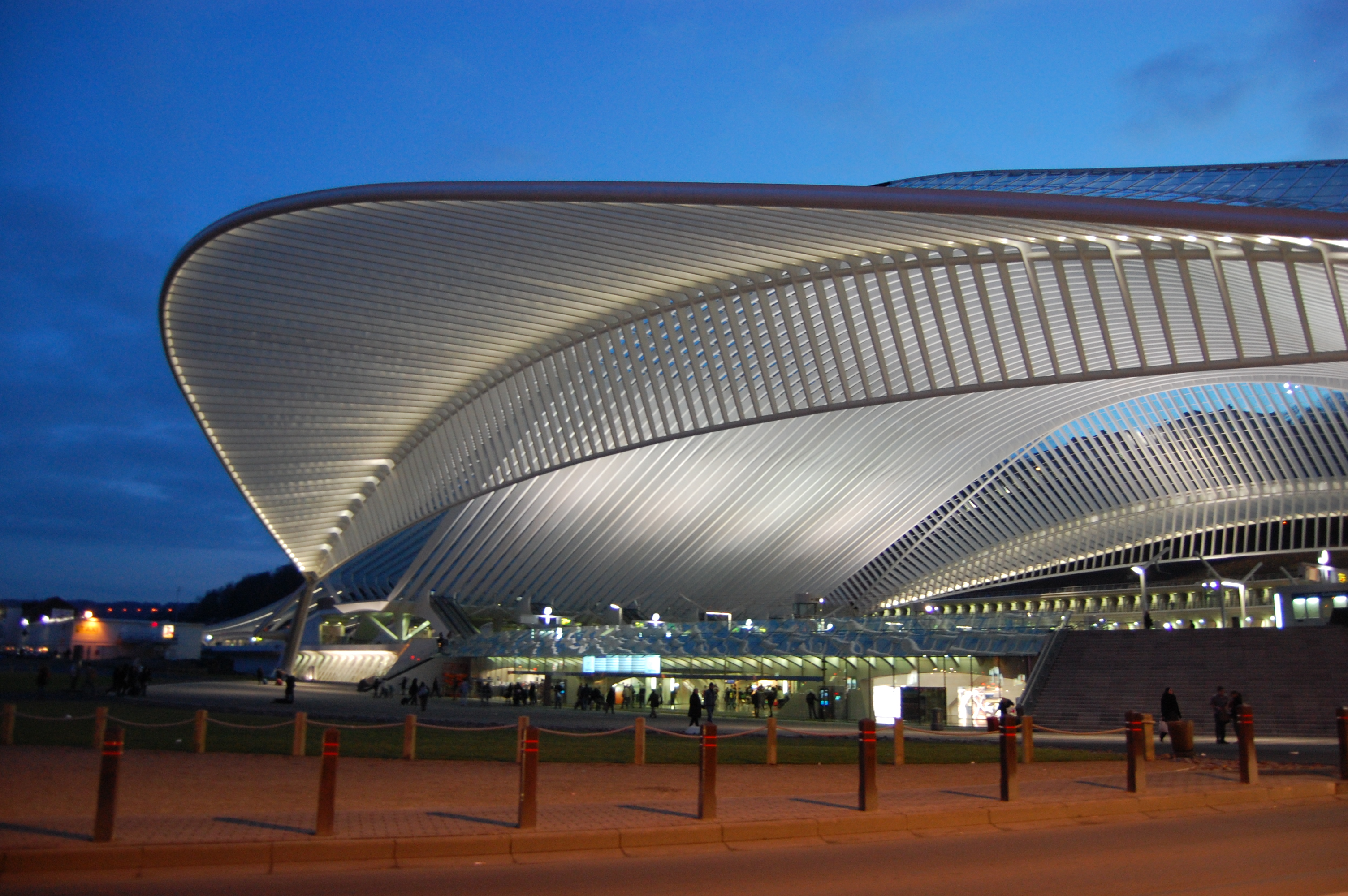
Железнодорожная станция Льеж-Гийемен, Льеж, Бельгия, 2009
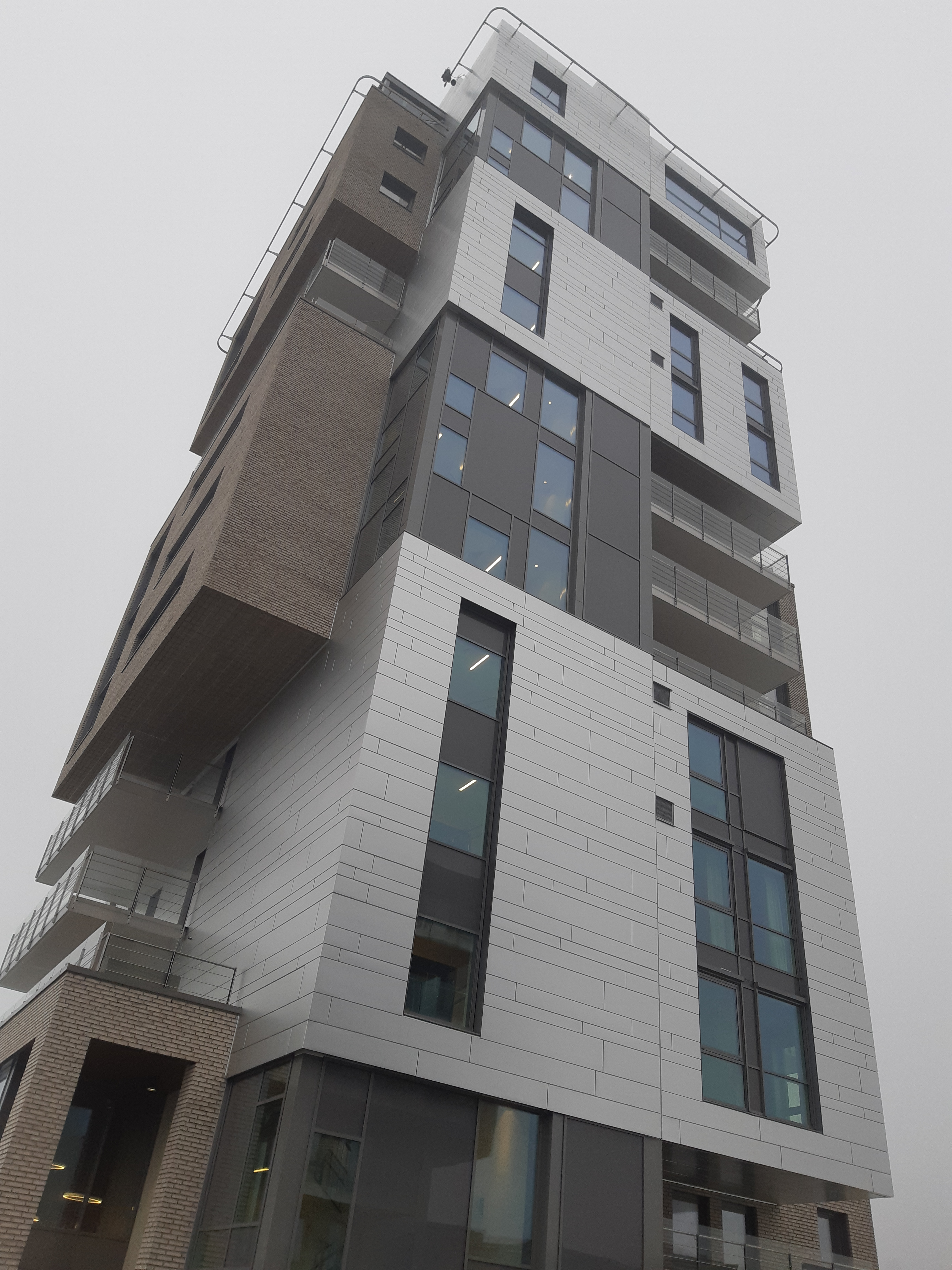
Зигнатурен в Тёнсберге, 2019 г.